# Локер
Локер (англ. locker) — это небольшой, обычно узкий отсек, место для хранения. Они обычно находятся в специальных шкафах, очень часто в больших количествах, в различных общественных местах, таких как раздевалки, рабочие места, учебные заведения, транспортные узлы и тому подобное. Они различаются по размеру, назначению, конструкции и безопасности.

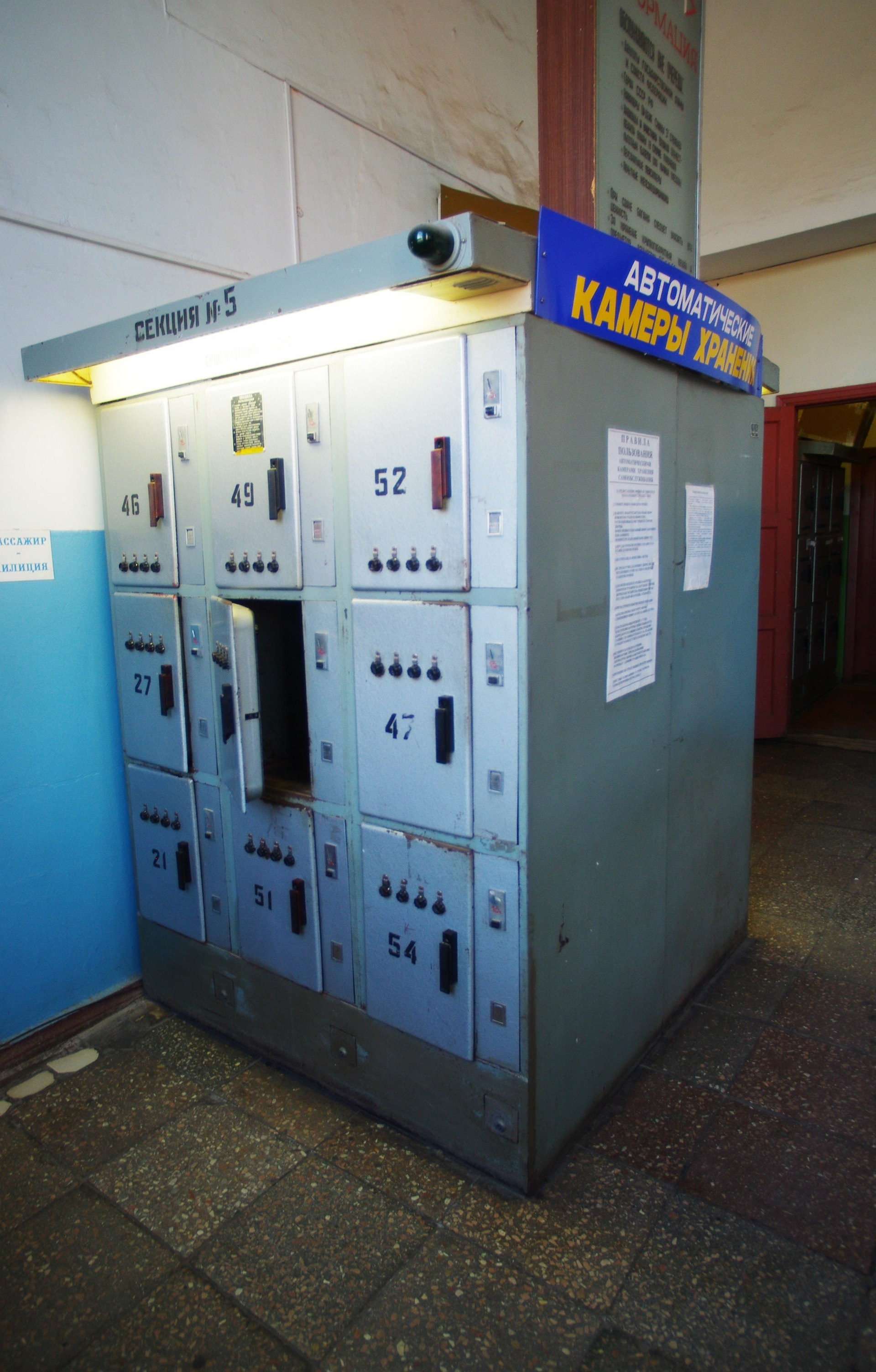
Локер советского производства — автоматическая камера хранения на вокзале

## Общее описание и характеристики
Локеры как правило, довольно узкие, разной высоты и уровня расположения. Ширина и глубина обычно соответствуют стандартным измерениям, хотя иногда встречаются нестандартные размеры. Общественные места со шкафчиками часто содержат большое их количество, например в школе. Они обычно изготавливаются из окрашенного листового металла.

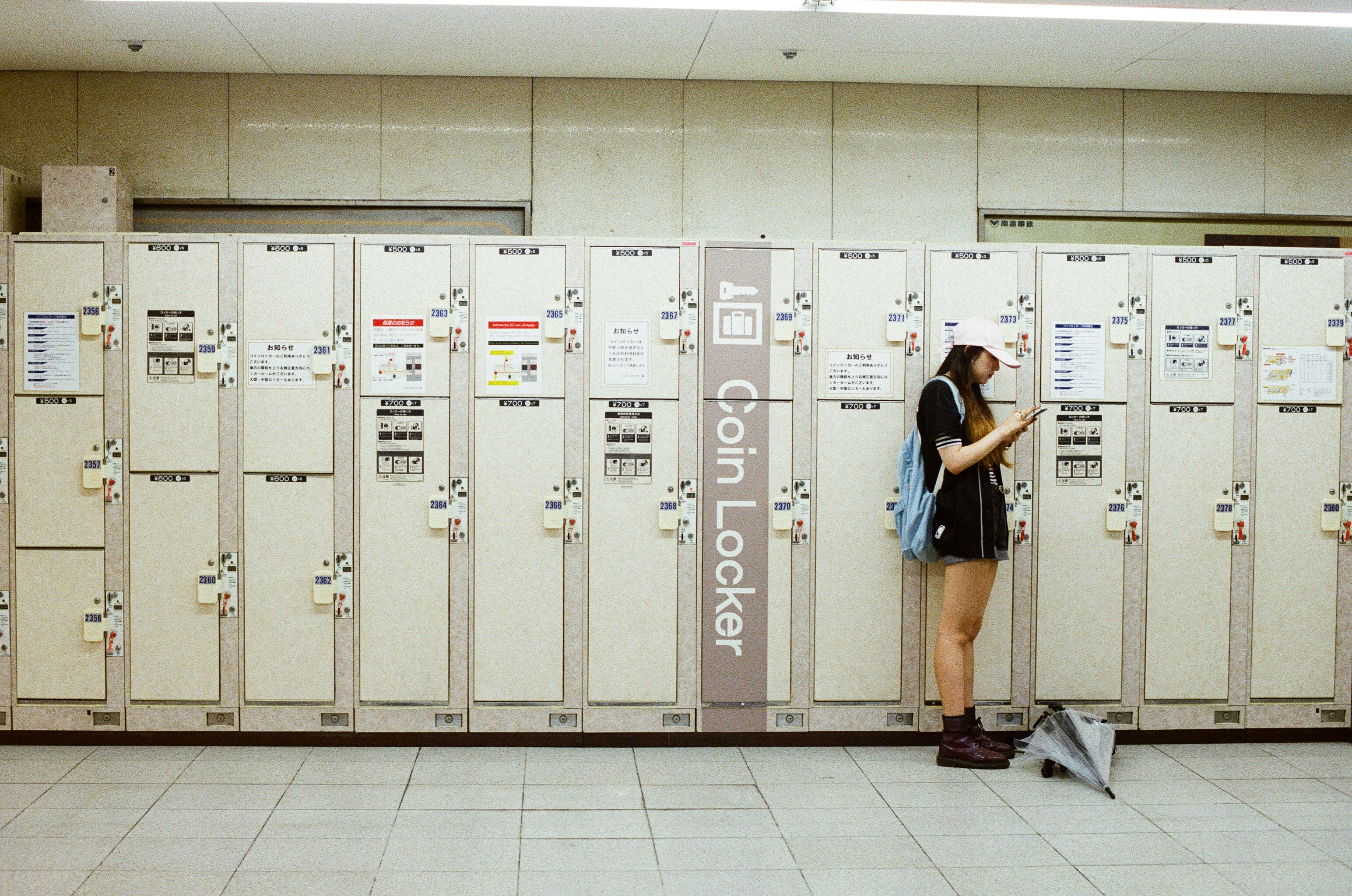
Локеры без ключа, широко распространённые на станциях в Японии

Характеристики, которые обычно отличают их от других типов шкафа или шкафа или контейнера для хранения:
- Они обычно оснащены замком или, по крайней мере, средством для висячего замка (иногда оба).
- Они обычно предназначены для использования в общественных местах и предназначены для кратковременного или долгосрочного частного использования людьми для хранения одежды или других личных вещей. Пользователи могут арендовать шкафчик для одноразового использования или на период времени для повторного использования. Иногда локеры предлагаются в качестве бесплатной услуги людям, которые занимаются определёнными видами деятельности, требующими хранения личных вещей.
- Обычно, но не всегда, несколько из них объединяются.

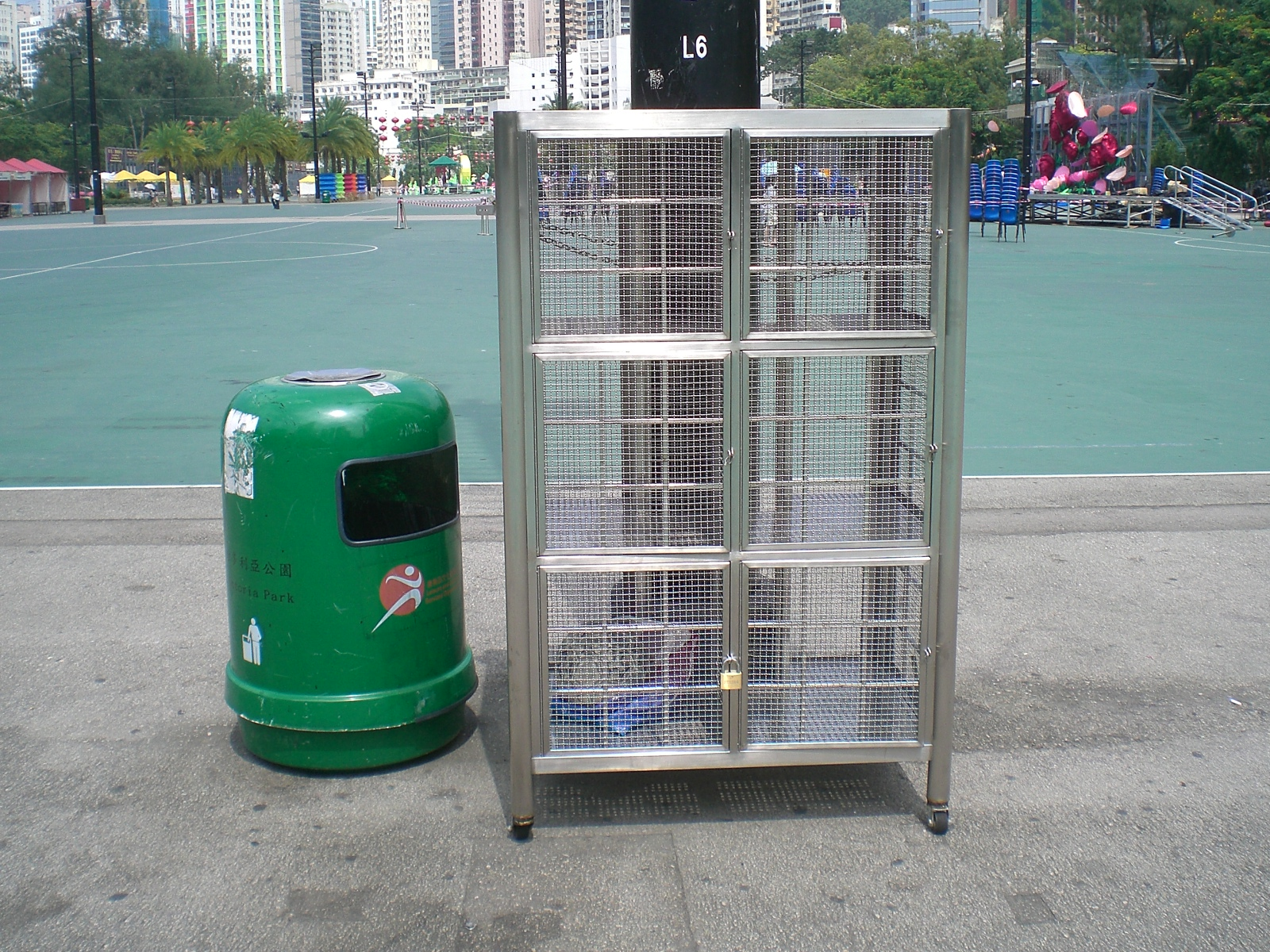
Локер из металла (Гонконг)

Локеры обычно изготавливаются из стали, хотя иногда встречаются другие материалы: дерево, ламинат и пластик . Стальные локеры, которые собраны вместе, имеют общие боковые стенки и строятся, начиная с комплектного шкафчика; затем можно добавить дополнительные запирающиеся шкафчики, сконструировав пол, крышу, заднюю стенку, дверь и только одну дополнительную боковую стенку, причем существующая боковая стенка предыдущего шкафчика служит другой боковой стенкой нового. Стены, полы и крыша шкафчиков могут быть склепаны вместе (более традиционный метод) или, позднее, сварены вместе.

## Переменные характеристики локеров

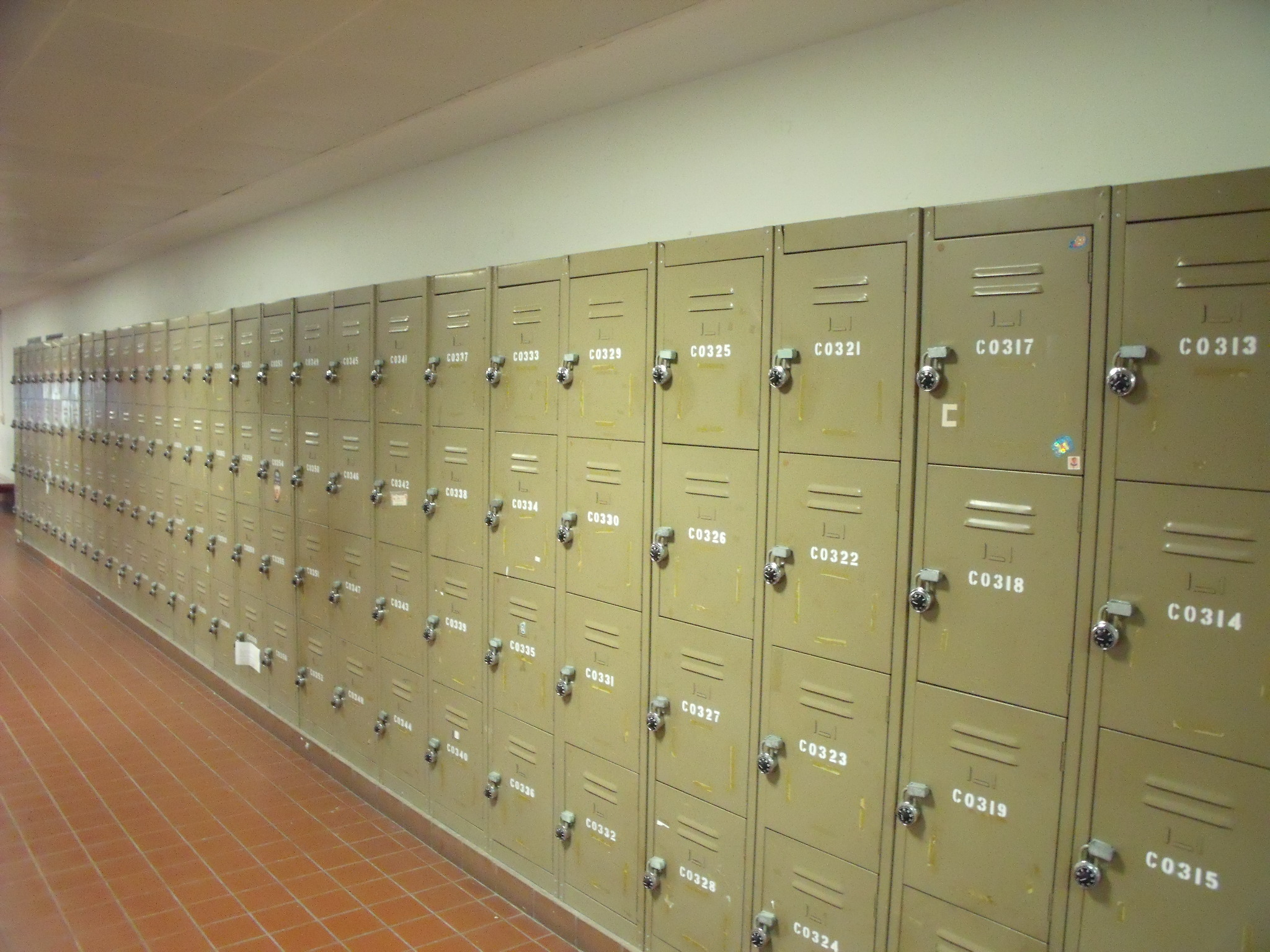
Школьные локеры в Национальном университете Сингапура, Сингапур.

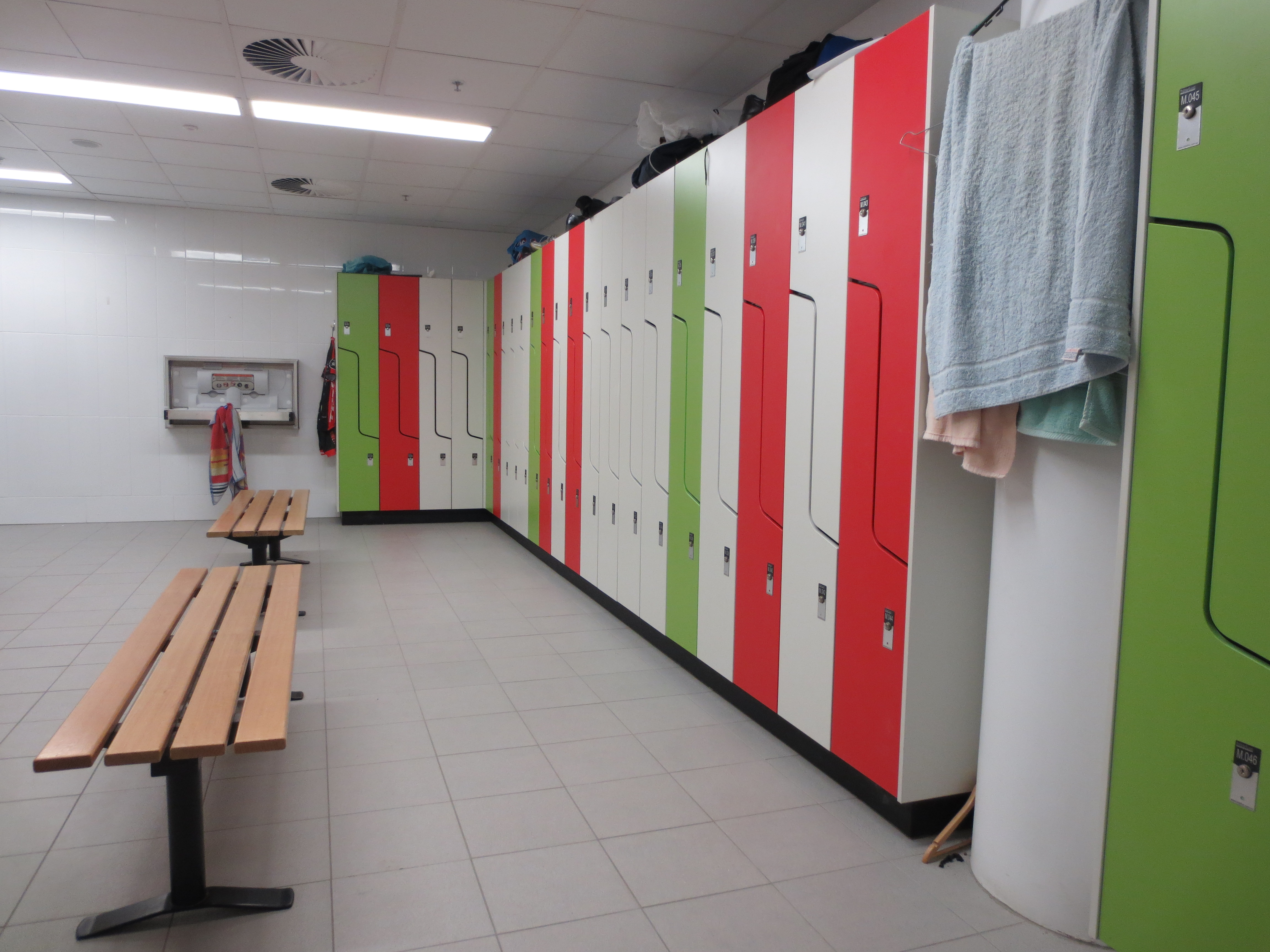
Локеры для переодевания

Существует несколько функций или характеристик, которые могут различаться в локерах. Поскольку покупатели должны будут указывать, что они хотят в каждом из них при заказе, чаще всего заказывать конкретную конфигурацию, а не покупать «с полки» в магазине, хотя некоторые очень распространенные конфигурации можно найти в магазинах довольно легко. Эти функции включают в себя:
- Размер локера.
- Уровни. Могут быть определены как одноуровневые (полная высота), двухуровневые, трёхуровневые и т. д.
- Материал.
- Варианты запирания.
- Количество точек запирания.
- Наклонные верхние части: в то время как большинство шкафчиков имеют плоские верхние части, некоторые производители предлагают вариант наклонных верхних частей для своего ассортимента. Наклон может составлять либо 30 градусов, либо 45 градусов к горизонтали с наклоном вперед, и цель этого состоит в том, чтобы сделать невозможным хранение предметов на верхней части шкафчиков или сделать его более трудным для пыли или другого мусора в накопить там. Это важный фактор в таких местах, как предприятия пищевой промышленности или рестораны, где необходимо соблюдать гигиенические требования.